# Shoe
Shoe è una striscia a fumetti i cui protagonisti sono un eterogeneo gruppo di giornalisti che hanno le fattezze di uccelli. Fu scritta e disegnata dal suo creatore, Jeff MacNelly, dal 1977 alla sua morte, nel 2000. L'eredità fu raccolta da Chris Cassatt, Gary Brookins e Susie MacNelly.
Sebbene non sia orientato politicamente nello stile di strisce come Doonesbury,  spesso prende in giro le varie questioni sociali e politiche del momento,  (specialmente quando fa la comparsa il senatore Batson D. Belfry). Venne pubblicata brevemente anche in Norvegia alla fine degli anni ottanta.
La striscia ha vinto nel 1979 il Reuben Award della National Cartoonists Society.